# Ligne Koumi
La ligne Koumi (小海線, Koumi-sen) est une ligne ferroviaire exploitée par la East Japan Railway Company (JR East), dans les préfectures de Yamanashi et Nagano au Japon. Elle relie la gare de Kobuchizawa à Hokuto, à la gare de Komoro à Komoro.
La ligne Koumi est la plus haute des lignes Japan Railways avec un point culminant à 1 375 m.

## Histoire
La ligne a été ouverte par étapes entre 1915 et 1935.

## Caractéristiques

### Ligne
- Longueur : 78,9 km
- Ecartement : 1 067 mm
- Nombre de voies : Voie unique

### Tracé
|  |

### Services et interconnexion
La ligne est parcourue par des trains omnibus, ainsi que par le train touristique High Rail 1375.

### Liste des gares

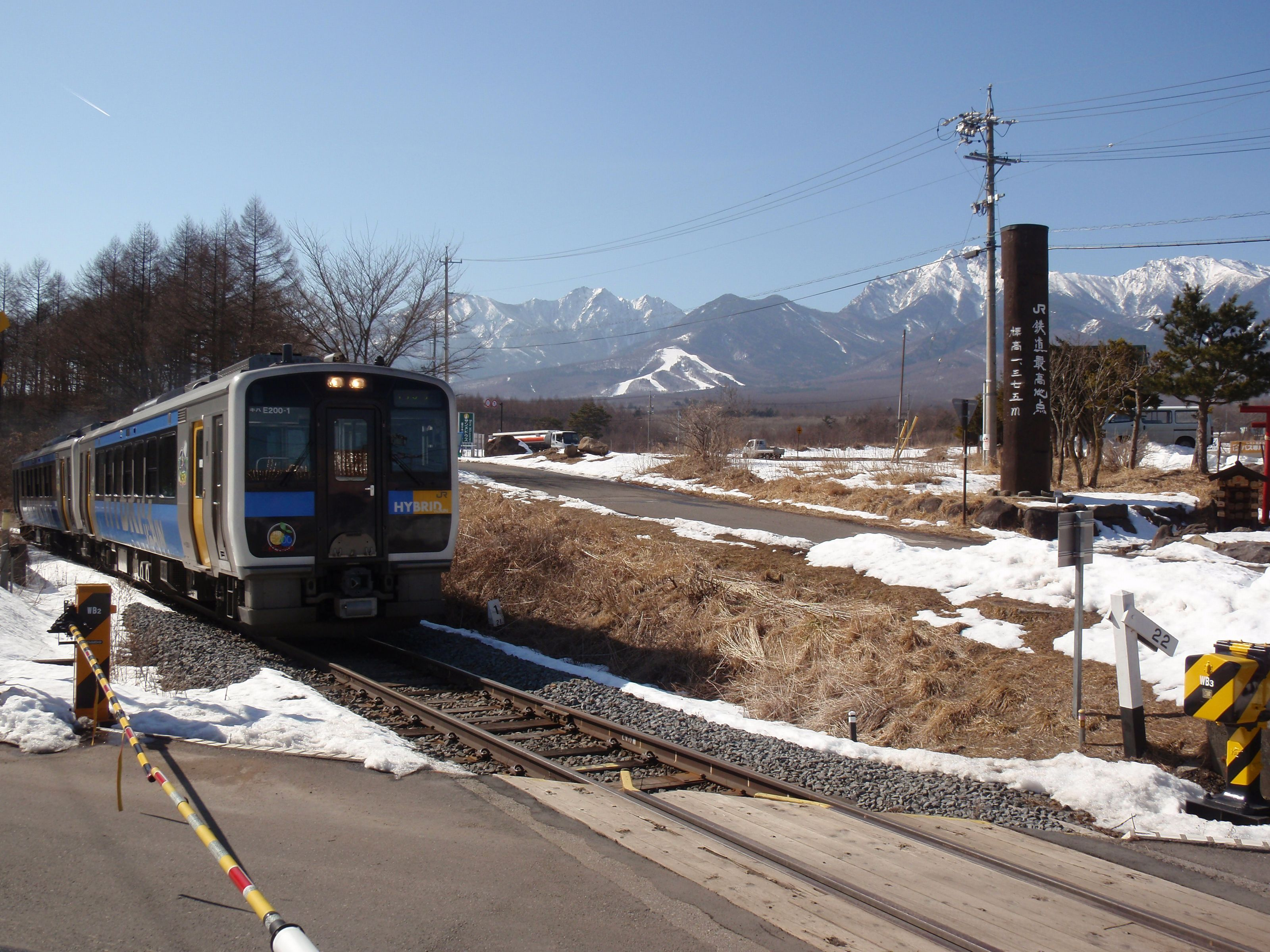
Le point culminant des lignes JR.

| Gare             | Nom japonais | Distance depuis Kobuchizawa (km) | Correspondances               | Localisation | Localisation            |
| ---------------- | ------------ | -------------------------------- | ----------------------------- | ------------ | ----------------------- |
| Kobuchizawa      | 小淵沢       | 0                                | JR East : Chūō                | Hokuto       | Préfecture de Yamanashi |
| Kai-Koizumi      | 甲斐小泉     | 7,1                              |                               | Hokuto       | Préfecture de Yamanashi |
| Kai-Ōizumi       | 甲斐大泉     | 12,2                             |                               | Hokuto       | Préfecture de Yamanashi |
| Kiyosato         | 清里         | 17,5                             |                               | Hokuto       | Préfecture de Yamanashi |
| Nobeyama         | 野辺山       | 23,4                             |                               | Minamimaki   | Préfecture de Nagano    |
| Shinano-Kawakami | 信濃川上     | 31,5                             |                               | Kawakami     | Préfecture de Nagano    |
| Saku-Hirose      | 佐久広瀬     | 34,9                             |                               | Minamimaki   | Préfecture de Nagano    |
| Saku-Uminokuchi  | 佐久海ノ口   | 39,7                             |                               | Minamimaki   | Préfecture de Nagano    |
| Umijiri          | 海尻         | 42,1                             |                               | Minamimaki   | Préfecture de Nagano    |
| Matsubarako      | 松原湖       | 44,8                             |                               | Koumi        | Préfecture de Nagano    |
| Koumi            | 小海         | 48,3                             |                               | Koumi        | Préfecture de Nagano    |
| Managashi        | 馬流         | 49,9                             |                               | Koumi        | Préfecture de Nagano    |
| Takaiwa          | 高岩         | 51,7                             |                               | Sakuho       | Préfecture de Nagano    |
| Yachiho          | 八千穂       | 53,9                             |                               | Sakuho       | Préfecture de Nagano    |
| Kaize            | 海瀬         | 56,5                             |                               | Sakuho       | Préfecture de Nagano    |
| Haguroshita      | 羽黒下       | 57,8                             |                               | Sakuho       | Préfecture de Nagano    |
| Aonuma           | 青沼         | 59,5                             |                               | Saku         | Préfecture de Nagano    |
| Usuda            | 臼田         | 60,9                             |                               | Saku         | Préfecture de Nagano    |
| Tatsuokajō       | 龍岡城       | 62,1                             |                               | Saku         | Préfecture de Nagano    |
| Ōtabe            | 太田部       | 64,1                             |                               | Saku         | Préfecture de Nagano    |
| Nakagomi         | 中込         | 65,5                             |                               | Saku         | Préfecture de Nagano    |
| Namezu           | 滑津         | 66,5                             |                               | Saku         | Préfecture de Nagano    |
| Kita-Nakagomi    | 北中込       | 68,4                             |                               | Saku         | Préfecture de Nagano    |
| Iwamurada        | 岩村田       | 70,6                             |                               | Saku         | Préfecture de Nagano    |
| Sakudaira        | 佐久平       | 71,5                             | JR East : Hokuriku Shinkansen | Saku         | Préfecture de Nagano    |
| Nakasato         | 中佐都       | 72,4                             |                               | Saku         | Préfecture de Nagano    |
| Misato (ja)      | 美里         | 73,8                             |                               | Komoro       | Préfecture de Nagano    |
| Mitsuoka         | 三岡         | 75,3                             |                               | Komoro       | Préfecture de Nagano    |
| Otome            | 乙女         | 76,4                             |                               | Komoro       | Préfecture de Nagano    |
| Higashi-Komoro   | 東小諸       | 77,4                             |                               | Komoro       | Préfecture de Nagano    |
| Komoro           | 小諸         | 78,9                             | Shinano Railway : Shinano     | Komoro       | Préfecture de Nagano    |

## Matériel roulant
La ligne est parcourue par des autorails série KiHa 110 et E200.

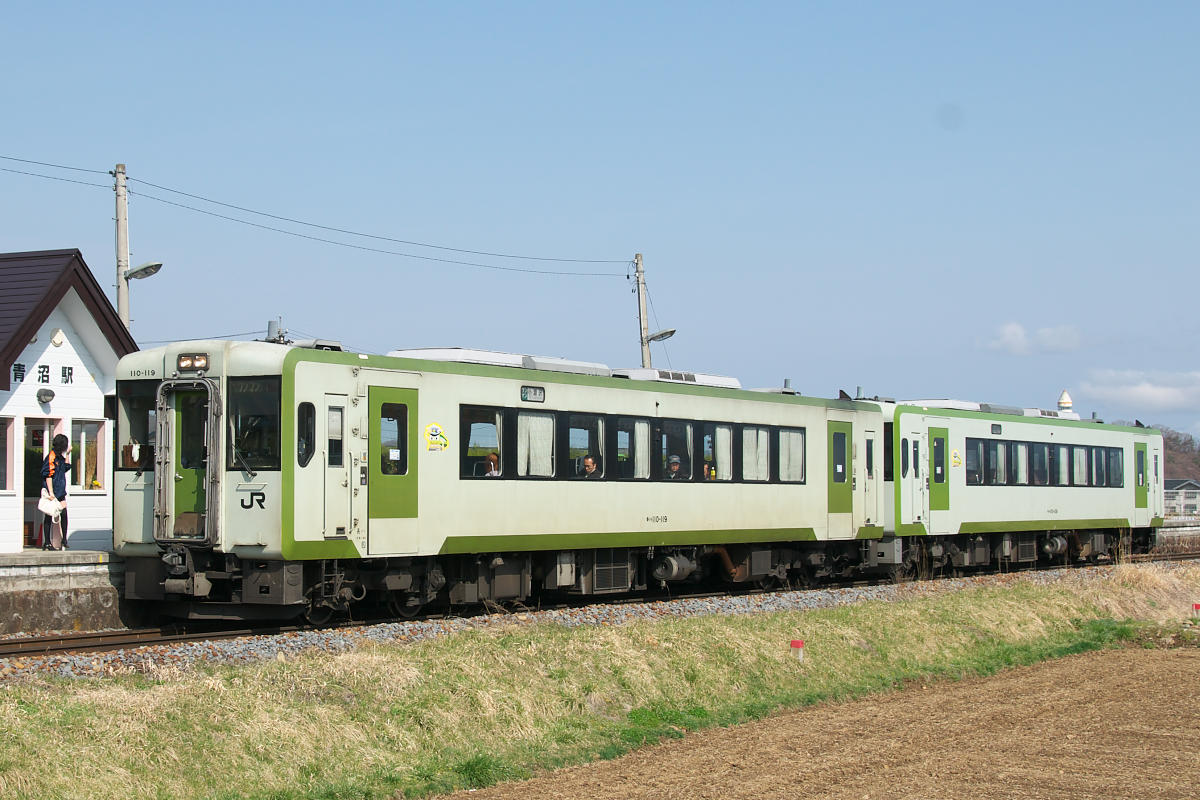
Série KiHa 110
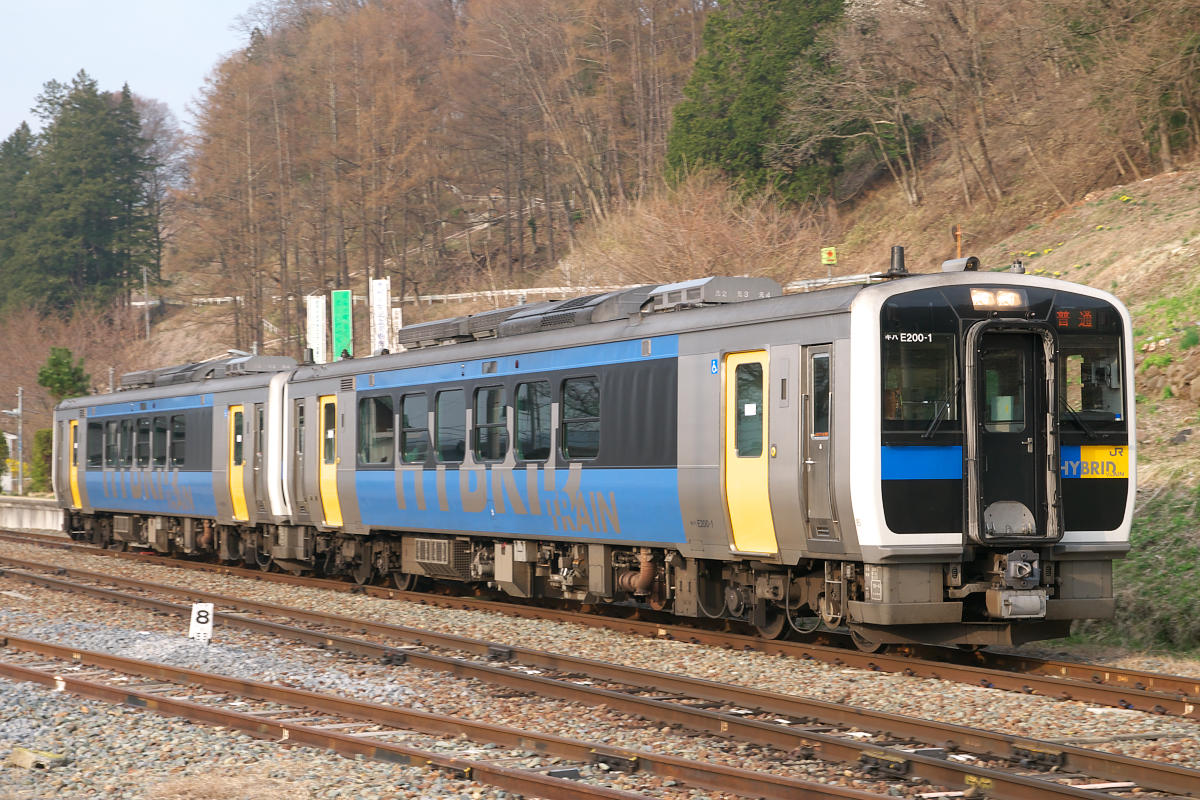
Série KiHa E200
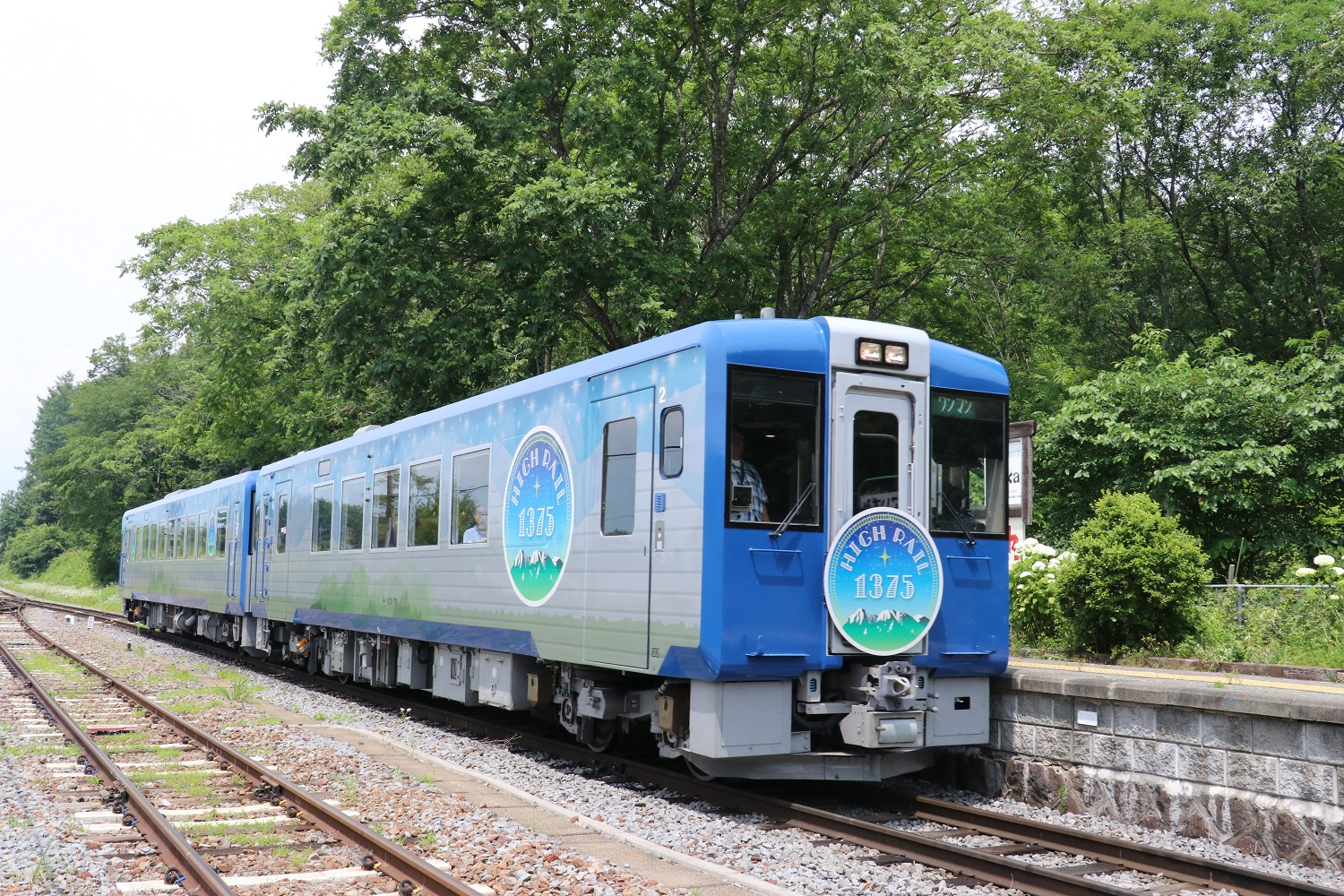
High Rail 1375